# Gå i frid nu till din vila
Gå i frid nu till din vila är en psalm med text och musik från Israel. Texten översattes till tyska 1957 av Helmut König. Den översattes 1976 till svenska av Anders Frostenson och bearbetades 1982.

## Publicerad i
- Cantarellen 1984 som nummer 37.[2]
- Psalmer och Sånger 1987 som nummer 547 under rubriken "Dagens och årets tider - Kväll".[1]